# Legaña

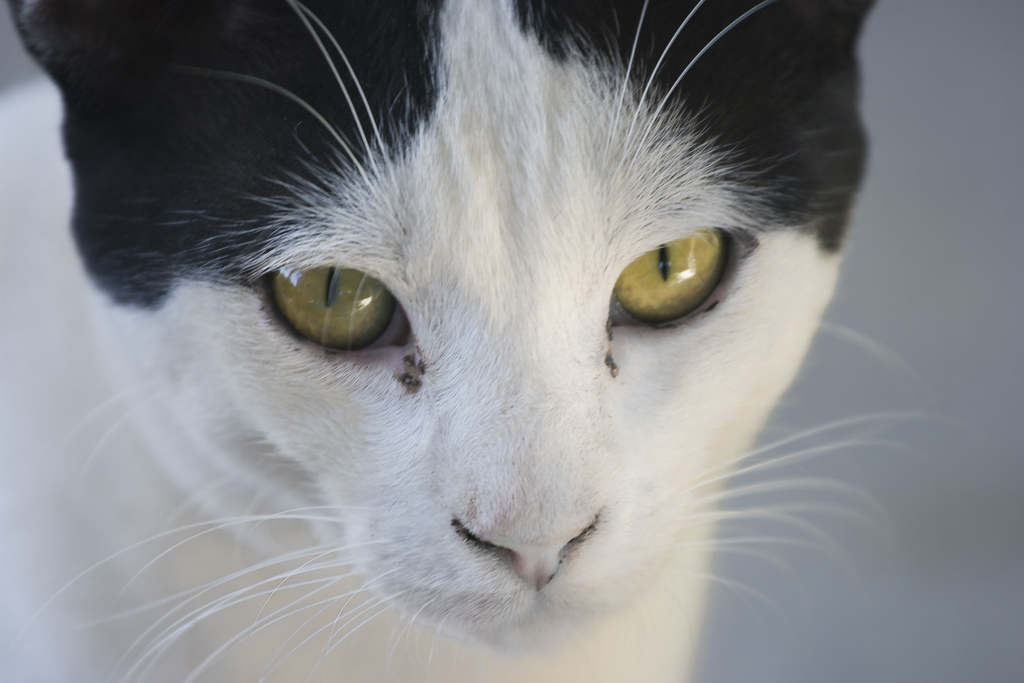
Legañas en un gato.

La legaña, lagaña, pitaña, chinguiña, pitarra, chele, o magaña, es una secreción de moco calcificado mezclado con otras sustancias, que aparece en las comisuras de los párpados al despertarse, como resultado de la secreción del ojo. Se cree que su función es ayudar a mantener los párpados cerrados mientras se duerme y expulsar cuerpos extraños del ojo.
Está formada por la combinación de moco, que es consistente en mucina, procedente de la córnea o conjuntiva, lágrimas, células de sangre, células epiteliales muertas de las pestañas y polvo.
Normalmente, al parpadear se elimina esta sustancia con las lágrimas. Sin embargo, al no realizarse esta función mientras se duerme, se crean pequeñas cantidades de humor en las córneas de los ojos, incluso en personas saludables, especialmente los niños.
Aun así, la formación de grandes cantidades de corteza o la presencia de pus en las legañas, podría ser síntoma de un ojo seco u otras infecciones oculares más serias como la conjuntivitis o la queratitis.
Las personas jóvenes y adultas pueden quitarse las legañas lavándose con agua o simplemente frotándose con los dedos (preferiblemente limpios). Sin embargo, en los niños y ciertos adultos (como los que padecen conjuntivitis) puede darse el caso de que la formación excesiva de legañas impida incluso abrir los ojos tras despertarse, lo cual puede indicar una probable infección bacteriana. Los bebés y personas bajo cuidados pueden necesitar ayuda para quitárselas, en cuyo caso se recomienda hacerlo siempre mediante gasa esterilizada y utilizando una distinta para cada lado, a fin de evitar transmitir una posible infección de un ojo a otro.